# Achimenes erecta
Achimenes erecta är en tvåhjärtbladig växtart som först beskrevs av Jean-Baptiste de Lamarck, och fick sitt nu gällande namn av Hans Peter Fuchs. Achimenes erecta ingår i släktet Achimenes och familjen Gesneriaceae. Inga underarter finns listade i Catalogue of Life.

## Bildgalleri

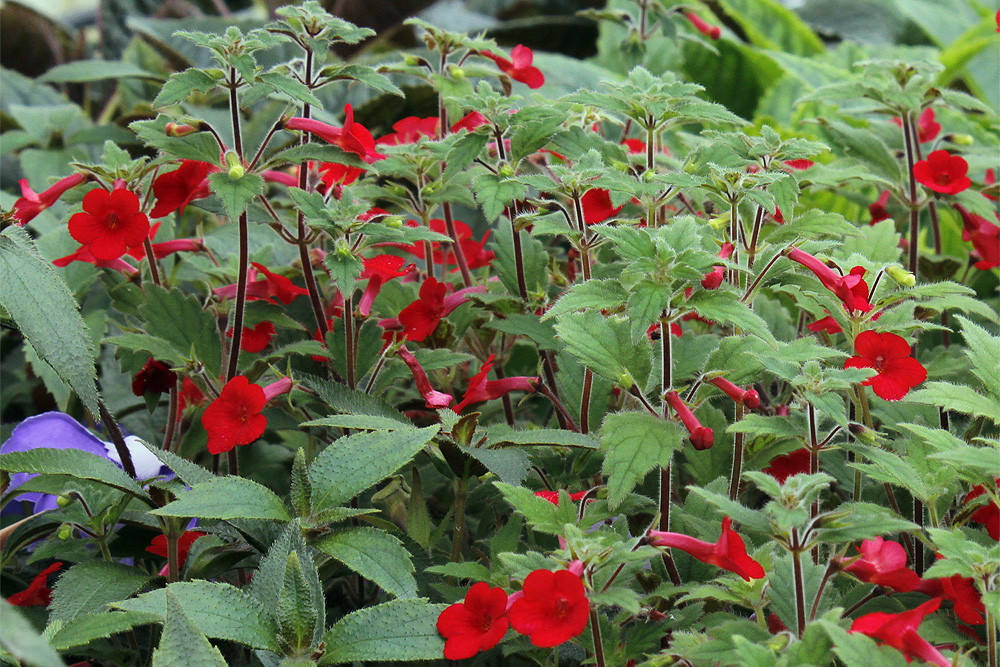
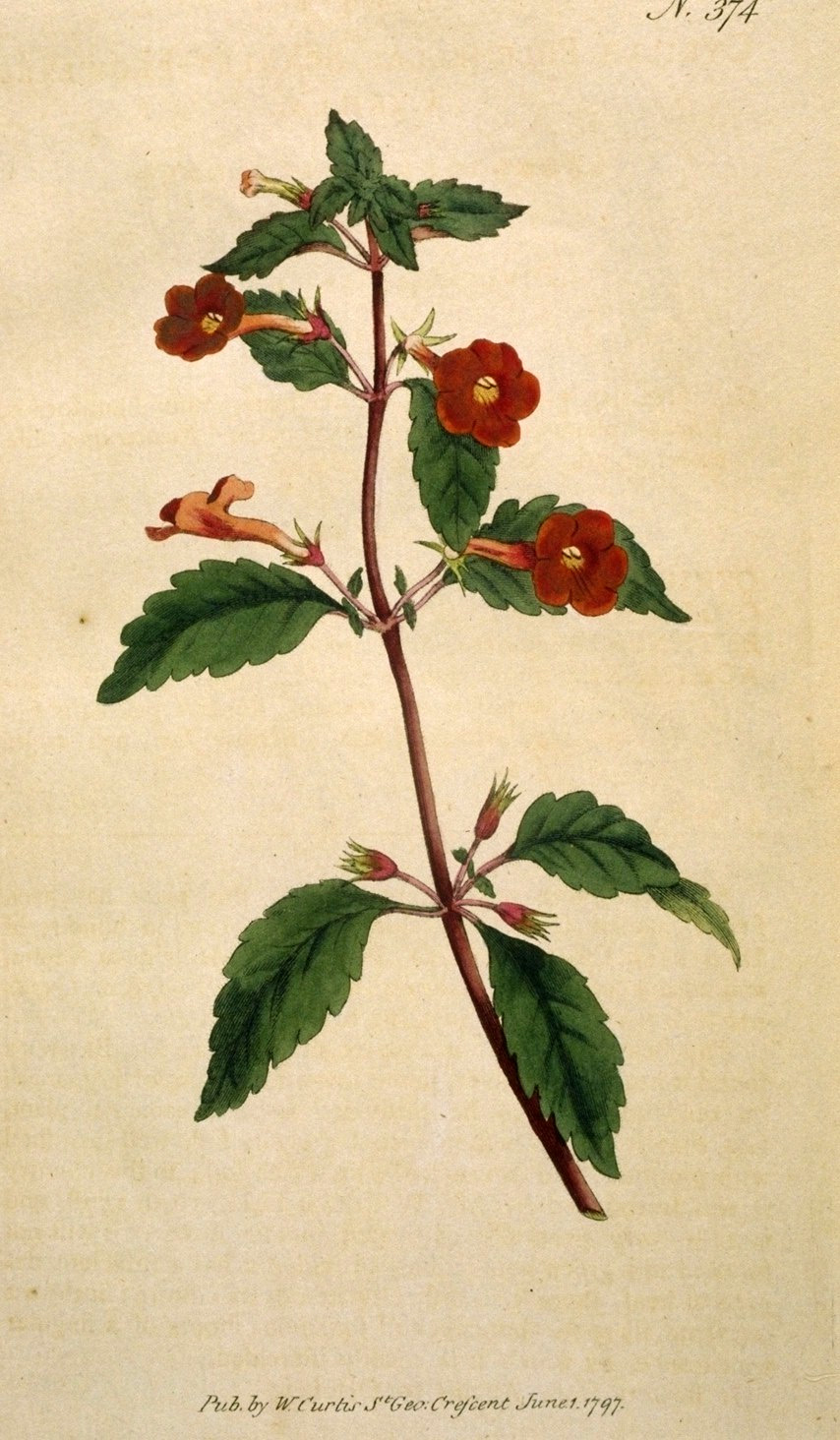